# مد البصر

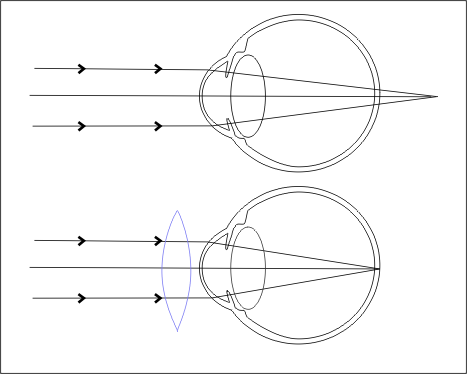
بُعد النظر وتصحيحه باستخدام عدسات

مد البصر أو طول النظر أو بُعد النظر ( Hyperopia, أو  hypermetropia) هي نوع من أنواع تأثر البصر بسبب شكل غير متكامل للعين (عادة لان كرة العين تصبح قصيرة أو عندما عدسة العين لا تستطيع أن تصبح مدورة بشكل كافي) تسبب عدم استطاعة الفرد عن التركيز على الأشياء القريبة، وفي حالات قوية عدم استطاعته التركيز على أي شيء بغض النظر عن المسافة.
كلما يتحرك جسيم قرب العين، يجب على العين ان تزيد من قوتها لتبقي الصورة على الشبكية. إذا قوة القرنية أو العدسات يصبحان غير كافيان، كما في بعد النظر، تصبح الصورة مشوّشة.

## الأعراض
ألم العيون
الأجسام القريبة تبدو ضبابية
الصداع أثناء القراءة

### المضاعفات
قد يكون لمد النظر البعيد مضاعفات نادرة مثل الحول وغمش. في سن مبكرة، يمكن لبعد النظر الشديد أن يتسبب في ضعف الرؤية لدى الأطفال نتيجة «التركيز المفرط».

## المسبب
يمكن أن يكون سبب مد البصر من التهابات الجيوب الأنفية، والإصابات، والصداع النصفي، والشيخوخة أو الوراثة.
طول النظر هو نتيجة للصورة البصرية التي تركز خلف الشبكية بدلا من مباشرة على ذلك. قد يكون سببه مقلة العين كونها صغيرة جدا أو قوة تركيزها ضعيفة جدا.

## العلاج
عادة يتم علاج حالات مد البصر من طرف العديد من خبراء العين، من ضمنهم أطباء العيون وفاحصو البصر، بعد فحص بصر المريض، يستطيع خبير العين ان يعطي المريض عدسات مجمعة التي تكون عبارة عن نظارات طبية أو عدسات لاصقة.